# Нью-Йоркская военно-морская верфь
Нью-Йоркская военно-морская верфь (англ. New York Navy Yard; другие названия: United States Navy Yard, New York, Brooklyn Navy Yard, New York Naval Shipyard (NYNSY)) — верфь ВМФ США, существовавшая 1806-1966 годах в Бруклине (Нью-Йорк).
В 1966 году ВМФ США продал верфь Нью-Йоркскому муниципалитету.

## История
Нью-Йоркская военно-морская верфь была основана в 1806 году.
После неудачного испытания в 1872 года подлодка «Разумный кит» была выставлена на верфи и оставалась здесь до 1968 года, когда её перевезли на Вашингтонскую военно-морскую верфь, где она оставалась в качестве экспоната Национального музея военно-морских сил США до передислокации в Музей Национальной гвардии Нью-Джерси в городе Си-Герте, где она экспонируется и в настоящее время.